# Labus zavattarii
Labus zavattarii är en stekelart som beskrevs av Giordani Soika. Labus zavattarii ingår i släktet Labus och familjen Eumenidae. Inga underarter finns listade i Catalogue of Life.